# Marco Chagas
Pour les articles homonymes, voir Chagas.
Martins Chagas est un nom portugais ; le premier nom de famille (d'usage facultatif) est Martins et le second est Chagas.
Marco Antonio Martins Chagas (né le 19 novembre 1956 à Pontével (pt)) est un coureur cycliste portugais. Professionnel entre 1976 et 1990, il détient le record de victoires au Tour du Portugal avec 4 succès (1982, 1983, 1985 et 1986). Il a été trois fois champion du Portugal sur route et a remporté le Tour de l'Alentejo. Il a également terminé quatre fois à la deuxième place du Tour de l'Algarve.

## Palmarès
- 1976
  -  Champion du Portugal sur route
  - 3e, 10eb et 12eb (contre-la-montre) étapes du Tour du Portugal
- 1977
  -  Champion du Portugal de poursuite
  - Grande Prémio Clok :
    - Classement général
    - 4e étape (contre-la-montre)

  - 3eb étape du Grande Prémio do Minho (contre-la-montre)
  - 2e du Grande Prémio do Minho
- 1978
  - Rapport Toer
  - 5e étape du Grande Prémio Clok (contre-la-montre)
  - 2e du Grande Prémio Clok
  - 2e du Grand Prix Abimota
- 1979
  - 3ea, 6eb (contre-la-montre) et 9eb étapes du Tour du Portugal
- 1981
  - 3e du Grand Prix Jornal de Notícias
- 1982
  -  Champion du Portugal sur route
  - Tour du Portugal :
    - Classement général
    - 2e et 10eb (contre-la-montre) étapes

  - 3e du Tour de l'Algarve
- 1983
  - Porto-Lisbonne
  - Tour de Madère
  - Tour du Portugal :
    - Classement général
    - 7e et 11e (contre-la-montre) étapes
- 1984
  - 4ea étape du Tour de l'Algarve
  - 1re étape du Grand Prix Jornal de Noticias
  - Tour de l'Alentejo :
    - Classement général
    - 4ea étape (contre-la-montre)

  - Prologue, 3ea (contre-la-montre) et 6eb étapes du Tour du Portugal
- 1985
  -  Champion du Portugal sur route
  - 4e étape du Grande Prémio Loures
  - Tour du Portugal :
    - Classement général
    - Prologue, 9e et 13ea (contre-la-montre) étapes

  - 2e et 6e étapes du Tour de l'Algarve
  - Circuit de Malveira
  - 2e du Tour de l'Algarve
- 1986
  - Grande Prémio do Minho :
    - Classement général
    - 1re, 3e et 5e étapes

  - Tour du Portugal :
    - Classement général
    - 4e, 7e (contre-la-montre), 11ea et 11eb (contre-la-montre) étapes

  - 2e du Tour de l'Algarve
  - 3e du Trophée Joaquim Agostinho
- 1987
  - Carnide-Almoçageme
  - 2e étape du Grand Prix Abimota
  - 1re étape du Grand Prix Matosinhos
  - 5ea étape du Tour du Portugal (contre-la-montre)
  - 3e étape du Tour des Terres de Santa Maria Feira
- 1988
  - 10e étape du Tour de l'Algarve
  - 2e étape du Grande Prémio do Minho
  - 4e étape de la Volta ao Jogo
  - 2e du Tour de l'Algarve
  - 3e du Tour de l'Alentejo
- 1989
  - 5e étape du Grande Prémio do Minho
  - 1re et 4e étapes du Grand Prix International Costa Azul
  - 1re étape du Trophée Joaquim Agostinho
  - 9e et 10e étapes du Tour de l'Alentejo
  - 2e du Tour de l'Algarve
  - 2e du Tour de l'Alentejo
- 1990
  - 10e étape du Tour de l'Algarve
  - 1re et 3ea étapes du Tour de l'Alentejo
  - 3e de Porto-Lisbonne

## Résultats sur les grands tours

### Tour de France
2 participations
- 1980 : 41e
- 1984 : 77e

### Tour d'Espagne
1 participation
- 1987 : abandon (6e étape)